# Saint-Ferréol, Haute-Savoie
Saint-Ferréol là một xã trong tỉnh Haute-Savoie thuộc vùng Auvergne-Rhône-Alpes đông nam Pháp.